# 2001-es Formula–1 japán nagydíj
A 2001-es Formula–1 világbajnokság szezonzáró futama a japán nagydíj volt.

## Futam
|    | Rsz. | Versenyző             | Csapat           | Körök | Idő/Kiesések    | Start | Pontok |
| -- | ---- | --------------------- | ---------------- | ----- | --------------- | ----- | ------ |
| 1  | 1    | Michael Schumacher    | Ferrari          | 53    | 1:27:33.298     | 1     | 10     |
| 2  | 6    | Juan Pablo Montoya    | Williams-BMW     | 53    | 3.154           | 2     | 6      |
| 3  | 4    | David Coulthard       | McLaren-Mercedes | 53    | 23.262          | 7     | 4      |
| 4  | 3    | Mika Häkkinen         | McLaren-Mercedes | 53    | 35.539          | 5     | 3      |
| 5  | 2    | Rubens Barrichello    | Ferrari          | 53    | 36.544          | 4     | 2      |
| 6  | 5    | Ralf Schumacher       | Williams-BMW     | 53    | 37.122          | 3     | 1      |
| 7  | 8    | Jenson Button         | Benetton-Renault | 53    | +1:37.102       | 9     |        |
| 8  | 11   | Jarno Trulli          | Jordan-Honda     | 52    | +1 Kör          | 8     |        |
| 9  | 16   | Nick Heidfeld         | Sauber-Petronas  | 52    | +1 Kör          | 10    |        |
| 10 | 10   | Jacques Villeneuve    | BAR-Honda        | 52    | +1 Kör          | 14    |        |
| 11 | 21   | Fernando Alonso       | Minardi-European | 52    | +1 Kör          | 18    |        |
| 12 | 22   | Heinz-Harald Frentzen | Prost-Acer       | 52    | +1 Kör          | 15    |        |
| 13 | 9    | Olivier Panis         | BAR-Honda        | 51    | +2 Kör          | 17    |        |
| 14 | 15   | Enrique Bernoldi      | Arrows-Asiatech  | 51    | +2 Kör          | 20    |        |
| 15 | 14   | Jos Verstappen        | Arrows-Asiatech  | 51    | +2 Kör          | 21    |        |
| 16 | 20   | Alex Yoong            | Minardi-European | 50    | +3 Kör          | 22    |        |
| 17 | 7    | Giancarlo Fisichella  | Benetton-Renault | 47    | Váltó           | 6     |        |
| Ki | 19   | Pedro de la Rosa      | Jaguar-Cosworth  | 45    | Olaj szivárgás  | 16    |        |
| Ki | 23   | Tomáš Enge            | Prost-Acer       | 42    | Fékek           | 19    |        |
| Ki | 18   | Eddie Irvine          | Jaguar-Cosworth  | 24    | Rossz üzemanyag | 13    |        |
| Ki | 17   | Kimi Räikkönen        | Sauber-Petronas  | 5     | Ütközés         | 12    |        |
| Ki | 12   | Jean Alesi            | Jordan-Honda     | 5     | Ütközés         | 11    |        |

## A világbajnokság végeredménye
| H   | Versenyzők         | Pont | H   | Konstruktőrök    | Pont |
| --- | ------------------ | ---- | --- | ---------------- | ---- |
| 1.  | Michael Schumacher | 123  | 1.  | Ferrari          | 179  |
| 2.  | David Coulthard    | 65   | 2.  | McLaren-Mercedes | 102  |
| 3.  | Rubens Barrichello | 56   | 3.  | Williams-BMW     | 80   |
| 4.  | Ralf Schumacher    | 49   | 4.  | Sauber-Petronas  | 21   |
| 5.  | Mika Häkkinen      | 37   | 5.  | Jordan-Honda     | 19   |
| 6.  | Juan Pablo Montoya | 31   | 6.  | BAR-Honda        | 17   |
| 7.  | Nick Heidfeld      | 12   | 7.  | Benetton-Renault | 10   |
| 8.  | Jarno Trulli       | 12   | 8.  | Jaguar-Cosworth  | 9    |
| 9.  | Jacques Villeneuve | 12   | 9.  | Prost-Acer       | 4    |
| 10. | Kimi Räikkönen     | 9    | 10. | Arrows-Asiatech  | 1    |

(A teljes lista)

## Statisztikák
Vezető helyen:
- Michael Schumacher: 46 (1-18 / 24-36 / 39-53)
- Juan Pablo Montoya: 5 (19-21/ 37-38)
- Ralf Schumacher: 2 (22-23)

Michael Schumacher 53. (R) győzelme, 43. pole-pozíciója, Ralf Schumacher 6. leggyorsabb köre.
- Ferrari 144. győzelme.

Mika Häkkinen 165. és Jean Alesi 202. utolsó versenye.